# Artur Michałowski
Artur Michałowski (ur. 1958) – polski inżynier i menedżer, w latach 2021–2022 p.o. prezesa Tauron Polska Energia SA. 

## Życiorys
Ukończył Wyższą Szkołę Zarządzania Ochroną Pracy w Katowicach. Został także absolwentem studiów podyplomowych na Uniwersytecie Ekonomicznym w Katowicach i MBA w Collegium Humanum – Szkole Głównej Menedżerskiej w Warszawie
Od 1979 pracował w Elektrociepłowni "Zofiówka", gdzie doszedł do stanowiska dyrektora, oraz Elektrociepłowni "Pniówek", gdzie był zastępcą dyrektora. 
W latach 2016–2021 wiceprezes Zarządu ds. Technicznych PGNiG Termika Energetyka Przemysłowa SA. 
Od 5 sierpnia 2021 wiceprezes Zarządu ds. handlu i jednocześnie p.o. prezesa Tauron Polska Energia. 10 kwietnia 2022 przestał pełnić obowiązki prezesa Tauron Polska Energia.